# Kazuko Inoue
Kazuko Inoue (em japonês: 飯田朝子) (1919 - 2017) foi uma linguista japonesa conhecida por suas pesquisas sobre a sintaxe gerativa da língua japonesa. Foi presidente da Sociedade Linguística do Japão.